# 图赖讷地区蒙特勒伊
图赖讷地区蒙特勒伊（法語：Montreuil-en-Touraine，法語：[mɔ̃tʁœj ɑ̃ tuʁɛn] ⓘ）是法国安德尔-卢瓦尔省的一个市镇，属于图尔区。

## 地理
图赖讷地区蒙特勒伊（47°29'13"N, 0°56'49"E）面积25.09 平方千米，位于法国中央-卢瓦尔河谷大区安德尔-卢瓦尔省，该省份为法国中西部省份，北起萨尔特省、东北接卢瓦-谢尔省，东南接安德尔省，南至维埃纳省，西临曼恩-卢瓦尔省。
与图赖讷地区蒙特勒伊接壤的市镇（或旧市镇、城区）包括：欧特雷什、纳泽勒-内格龙、讷耶勒列尔、锡斯河畔波塞、勒尼、圣旺莱维涅。

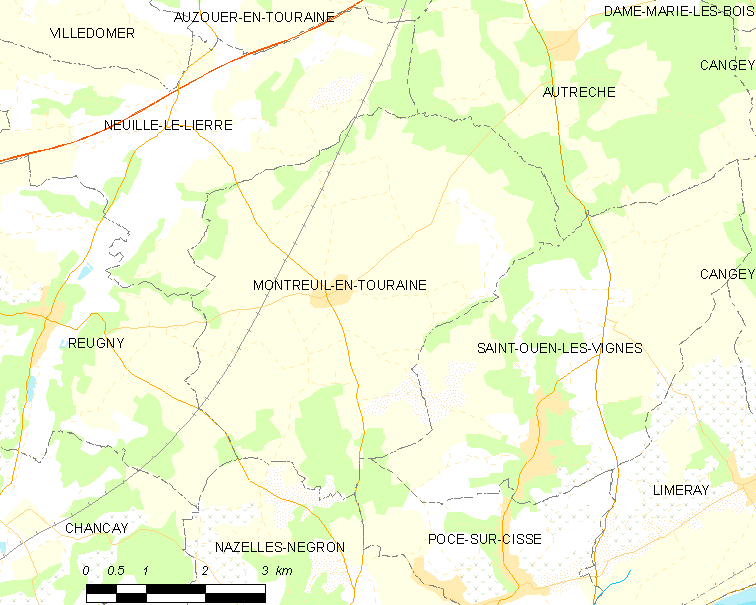
图赖讷地区蒙特勒伊的OSM定位图

图赖讷地区蒙特勒伊的时区为UTC+01:00、UTC+02:00（夏令时）。

## 行政
图赖讷地区蒙特勒伊的邮政编码为37530，INSEE市镇编码为37158。

## 政治
图赖讷地区蒙特勒伊所属的省级选区为昂布瓦斯县。

## 人口

1962-2008年间图赖讷地区蒙特勒伊人口变化图示

图赖讷地区蒙特勒伊于2022年1月1日时的人口数量为750人。